# Karin Krebs
Karin Burneleit-Krebs, nemška atletinja, * 18. avgust 1943, Gusev, Sovjetska zveza.
Nastopila je na poletnih olimpijskih igrah v letih 1968 in 1972, ko je dosegla četrto mesto v teku na 1500 m. Na evropskih prvenstvih je v isti disciplini osvojila naslov prvakinje leta 1971, na evropskih dvoranskih prvenstvih pa naslov prvakinje v teku na 800 m leta 1968 in srebrno medaljo v teku na 1500 m leta 1974. 15. avgusta 1971 je postavila svetovni rekord v teku na 1500 m s časom 4:09,6 s, ki je veljal slabo leto.